# Абдул Алі Мазарі
Абдул Алі Мазарі  (дарі عبدالعلی مزاری (нар.1946 – пом. 13 березня 1995) — колишній політичний лідер партії "Хезб-е Вахдат" під час і після радянсько-афганської війни. Мазарі був етнічним хазарейцем і вважав, що рішення внутрішнього поділу в Афганістані було у федеральній системі управління, причому кожна етнічна група мала конкретні конституційні права та могла керувати власною землею та мала самоврядування. В 1995 році його вбили таліби, а в 2016 році йому посмертно присвоїли звання «мученик національної єдності».. Він підтримував рівне представництво всіх етнічних груп Афганістану, особливо хазарейців, яких досі переслідують в Афганістані.

## Ранні роки життя
Абдул Алі Мазарі народився в селі Чаркент на південь від міста Мазарі-Шариф на півночі Афганістану. Це пояснює прізвище "Мазарі". Початкову теологію він вивчав у місцевій школі свого села, потім поїхав до Мазар-і-Шаріфа, а пізніше до Куму в Ірані та до Наджафа в Іраці.

## Політичне життя
Одночасно з окупацією Афганістану Радянською армією Абдул Алі Мазарі повернувся до свого місця народження і посів чільне місце в антирадянському русі опору. Під час громадянської війни загинули: його молодший брат Мохаммед Султан, сестра,дядько Мохаммад Джаафар та його син Мохаммед Афзаль, його батько Хаджі Худадад та його брат Хаджі Мохаммад Набі.

## Хезбе Вахдат
Абдул Алі Мазарі був одним із засновників і першим лідером Хезбе Вахдат ("Партія єдності"). На першому з'їзді партії в Баміяні його обрали керівником ЦК, а на другому з'їзді - генеральним секретарем. Ініціатива Мазарі призвела до створення Jonbesh-e Shamal або (Північного руху), єднання військ повстанців, що призвело до державного перевороту та краху комуністичного режиму в Кабулі.

## Громадянська війна
Після падіння Кабула афганські політичні партії домовились про угоду про мир та розподіл влади — Пешаварські угоди, згідно яких було утворено "Ісламську державу Афганістан" і призначено тимчасовий уряд на перехідний період, за яким відбудуться загальні вибори.
Спочатку рух "Хезбе-Вахдат" брав участь в уряді "Ісламської держави" та обіймав деякі посади. Проте незабаром між хазарейським Хезбе-Вахдат та пуштунським Іттіхад-і Ісламі, під орудою Абдула Расула Сайяфа, вибухнув конфлікт за підтримки Саудівської Аравії. Міністр оборони "Ісламської держави" Ахмад Шах Масуд намагався з певним успіхом здійснювати посередницькі дії між фракціями, але припинення вогню залишалося лише тимчасовим. У червні 1992 року Хезбе-Вахдат та Іттіхад-і Ісламі вступили в жорстокі вуличні бої один проти одного. За підтримки Саудівської Аравії війська Сайяфа неодноразово атакували західні передмістя Кабула, що призвело до значних людських жертв. Проте війська Мазарі також звинувачувались у нападі на цивільні цілі на заході. Мазарі визнав, що взяв у полон цивільних пуштунів, але зазначив, що війська Сайяфа першими взяли у полон хазареців. Група Мазарі почала співпрацювати з групою Хекматяра з січня 1993

## Смерть
12 березня 1995 р. лідер талібів Мулла Бурджан просив про особисту зустріч з Мазарі та делегацією в Чахар-Азіаб, поблизу Кабула.Після їх прибуття групу викрали та закатували. Наступного дня Мазарі було страчено, а його тіло знайдено в районі Газні. Таліби опублікували заяву про те, що Мазарі напав на охоронців талібів під час перельоту до Кандагару. Пізніше його тіло та тіла його супутників були передані Хезб-е Вахдат, понівечені та мали ознаки тортур. Тіло Мазарі було перенесено пішки від Газні до Мазарі-і-Шаріфа (на той час під контролем його союзника Абдули Рашида Дустума). Сотні тисяч хозареців відвідали його похорони в Мазарі-Шаріфі. Президент Ашраф Гані в 2016 році Мазарі офіційно назвав мучеником за національну єдність Афганістану